# معركة الرمادي (2015–16)
معركة الرمادي بدأت في 7 ديسمبر 2015 وهي جزء من الاضطرابات المسلحة في العراق. وتأتي هذه المعركة بعد معركة الرمادي الأولى التي انتهت في 17 مايو 2015 بسيطرة مقاتلي تنظيم داعش على مدينة الرمادي في وسط العراق. ولقد بدأت المعركة بهجوم القوات المسلحة العراقية مع قوات محلية سنية وشيعية، وكذلك بغطاء جوي وقصف من قبل قوات التحالف الدولي الذي يضم عدة دول.

في 28 ديسمبر 2015، استطاعت القوات العراقية استعادة السيطرة على المجمع الحكومي وسط المدينة.

## ما قبل المعركة
قبل المعركة أعلنت القوات العراقية بدء عملية عسكرية واسعة لقطع أمدادات تنظيم داعش من غرب المدينة حيث قامت بتحرير منطقة الخمسة كيلو والتقدم بإتجاه منطقة التأميم في جنوب المدينة.

## القوات المشاركة
شاركت في معركة الرمادي قوات مُتعددة أبرزها جهاز مكافحة الإرهاب والشرطة الاتحادية والجيش العراقي وأيضًا الحشد الشعبي والحشد العشائري.

## أحداث المعركة

### 7 - 8 ديسمبر: الهجوم الأولي واستعادة حي التأمين
في 8 ديسمبر 2015 قامت القوات العراقية بهجوم كبير على جنوب مدينة الرمادي بعد تحرير جامعة الرمادي ومنطقة الخمسة كيلو قامت بتحرير حي التأميم وحي الجامعة بعد معارك مع تنظيم داعش وقتل عشرات القناصين والانتحاريين.

### 9 - 21 ديسمبر: استعادة أحياء الضواحي
بعد استعادة القوات العراقية جنوب مدينة الرمادي توغلت القوات الأمنية العراقية إلى أحياء الرمادي وصولا إلى المجمع الروسي أو المجمع الحكومي وتحرير جسور الرمادي

### 21 - 28 ديسمبر: استعادة مركز المدينة
أستعادت القوات العراقية المجمع الحكومي السكني بعد معارك عنيفة مع داعش أدت إلى انسحاب التنظيم إلى أطراف الرمادي إلى مناطق الحامضية والجزيرة ومناطق شمال المدينة.

## بعد المعركة
بعد المعركة عانت البنى التحتية في مدينة الرمادي من تدمير شامل للمدينة وبحسب مجلس محافظة الانبار أن 80% من البنى التحتية في الرمادي مدمرة وهناك الغام مزروعة في أغلب المنازل.

## مقالات ذات صلة
- معركة الرمادي (2014–15)
- معركة بيجي (2014-15)
- معركة الفلوجة 2016
- معركة الرطبة 2016
- معركة هيت 2016
- معركة الخالدية (2016)
- معركة ديالى
- معركة جزيرة سامراء
- معركة الموصل 2014
- عمليات التحالف الدولي في العراق 2014 - حتى الآن
- حملة الأنبار (2015-2016)
- حصار الفلوجة (2016)